# Katari
Katari (en népalais : कटारी) est un comité de développement villageois du Népal situé dans le district d'Udayapur. Au recensement de 2011, il comptait 19 284 habitants.